# كريستيان كاماتشو
كريستيان كاماتشو (بالإنجليزية: Christian Camacho)‏ هو لاعب كرة قدم أمريكي، ولد في 11 يوليو 1988 في نيويورك في الولايات المتحدة. لعب مع نادي زاريا بالتي.

## وصلات خارجية
- كريستيان كاماتشو على موقع قاعدة بيانات كرة القدم.إي يو (الإنجليزية)
- كريستيان كاماتشو على موقع Soccerway.com (الإنجليزية)